# Doeringiella similaris
Doeringiella similaris là một loài Hymenoptera trong họ Apidae. Loài này được Roig-Alsina mô tả khoa học năm 1989.